# C/2017 K2 (泛星彗星)
C/2017 K2 (泛星彗星)（C/2017 K2 (PanSTARRS)）是來自歐特雲的一顆彗星，具有來自太陽系外的雙曲線軌道，於2017年5月在土星軌道以外的距離被發現，當時它距離太陽16 AU（2.4 × 109 km）。回溯發現於2013年7月之前的影像中就有它的蹤跡。從2007年7月到2020年8月，它都位於天龍座。

## 物理性質
截至2022年6月，彗星與太陽的當前距離的3-sigma不確定性為±5000 km。因為它在如此遠的距離上已經變得活躍起來，因此這顆彗星打破了發現上的紀錄。只有海爾-波普的彗核在這個距離產生了類似的活動。然而，這顆彗星不會像1997年的海爾-波普彗星那樣清晰可見，部分原因是它接近太陽的距離遠不及海爾-波普彗星。天文學家從未在如此遙遠的地方看到過一顆活躍的入境彗星，那裡的陽光是從地球上看到的亮度的1/225。相應地，歐特雲中的溫度為-440°F（-262°C）。然而，當發現它以16天文單位的距離接近太陽時，表面上含有氧氣，氮氣，二氧化碳和一氧化碳的古代冰層的混合物已經開始昇華並脫落為塵埃。這些物質膨脹成一個巨大的寬達130,000 km（81,000 mi）的塵埃暈，稱為彗髮，包裹著固體的彗核。
加法夏望遠鏡（CFHT）的研究推斷彗核的半徑介於14—80 km（9—50 mi）之間，因此它的彗核有可能與C / 1995 O1（海爾-波普彗星）一樣大。然而，使用哈伯太空望遠鏡（HST）的研究，估計彗核的徑度等效直徑小於18 km（11 mi）。據2020年9月17日的報導，2020年9月12日對彗星型態的研究，觀察到有兩條噴流的結構來自內部的彗核，並且尾巴的長度約為800,000 km（500,000 mi）。
在2022年1月11日，彗星將在5 AU（750 × 106 km）內，大約在2022年7月6日，這顆彗星將穿越天球赤道，然後在2022年7月14日，它將以1.8 AU（270 × 106 km）的距離掠過地球，而屆時的光度約相當於9.0等星。它將於2022年12月19日以相當於火星軌道的距離到達近日點，但亮度依然為肉眼不可見的8.0星等。

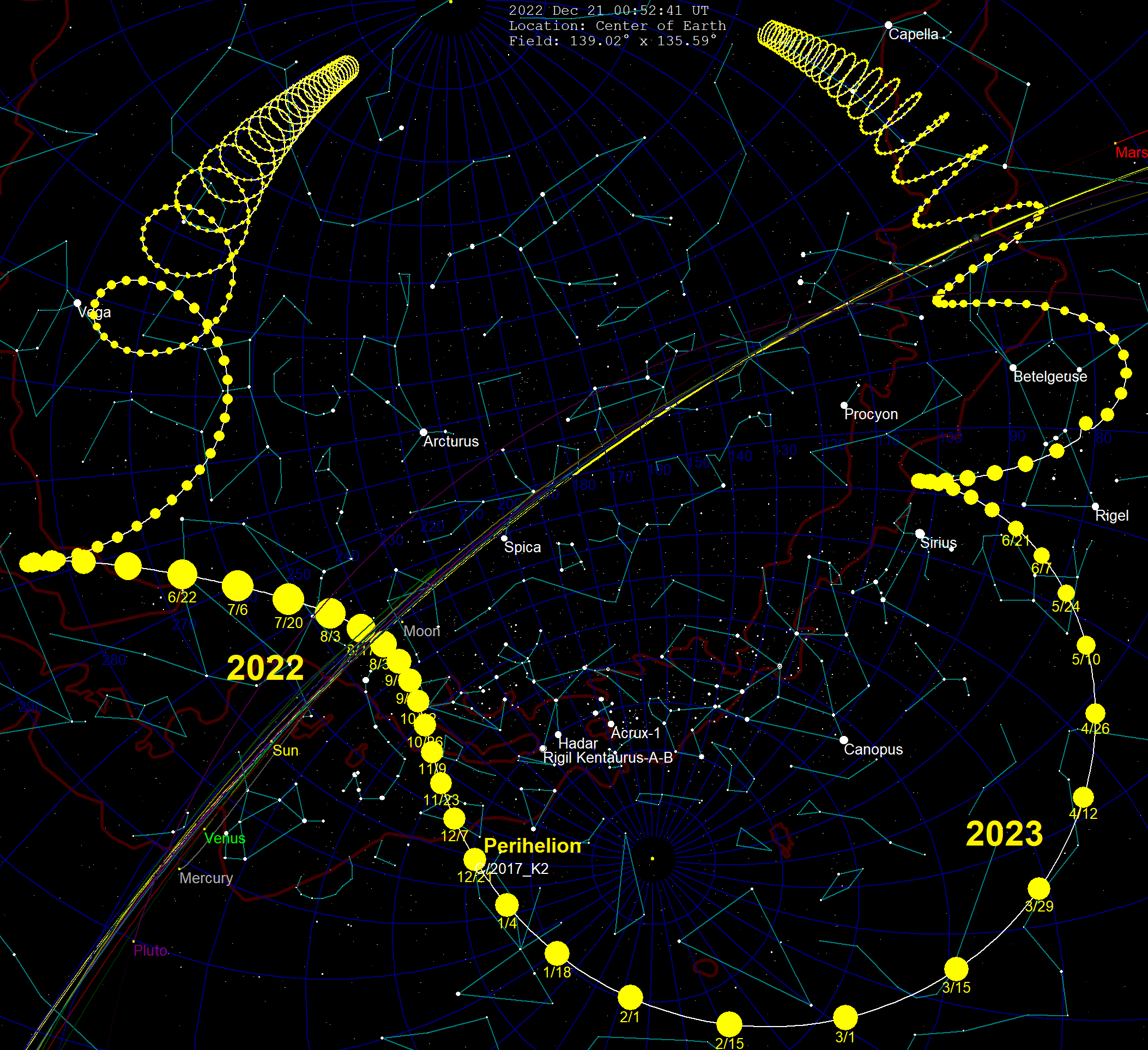
C/2017 K2在天球空上的路徑。

在2021年7月27日，天文電報報導了對這顆對彗星進一步的詳細觀測。
JPL視野的模型認為C/2017 K2花了數百萬年才從距離大約50,000 AU（0.8 ly）的歐特雲進入內太陽系。到2023年12月，它的日心軌道離心率將會降至1以下，離開內太陽系的軌道週期約在18000年。

## 註解
1. 1 2  Perihelion passage: Upon discovery perihelion was still 5 years away. An epoch of 2022 gives a more accurate perihelion date that properly accounts for planetary perturbations. An epoch 2017 unperturbed two-body solution (Sun+comet) gives a date of 2022-Dec-21. Integrating the orbit with JPL Horizons which accounts for planetary perturbations gives a date of 2022-Dec-19. The Minor Planet Center's Epoch Dec 2022 solution also gives a date of 2022 Dec. 19
2. ↑  Comet Hale–Bopp came to perihelion (inside the orbit of Earth) at 0.9 AU whereas C/2017 K2 only comes to perihelion (outside the orbit of Mars) at 1.79 AU.

## 外部連結
- A Comet Active Beyond the Crystallization Zone （页面存档备份，存于）
- MPEC 2017-K90 : COMET C/2017 K2 (PANSTARRS) （页面存档备份，存于）
- NASA's Hubble Observes the Farthest Active Inbound Comet Yet Seen （页面存档备份，存于）
- Note on the dynamical evolution of C/2017 K2 PANSTARRS （页面存档备份，存于） (arXiv 2018)
- C/2017 K2 (PANSTARRS) motion as seen by Catalina Sky Survey （页面存档备份，存于） 22 August 2020